# Branston, Leicestershire
Branston eller Branstone eller Braunston är en by i civil parish Croxton Kerrial, i distriktet Melton, i grevskapet Leicestershire i England. Byn är belägen 12 km från Melton Mowbray. Branston var en civil parish fram till 1936 när blev den en del av Croxton Kerrial. Civil parish hade 249 invånare år 1931. Byn nämndes i Domedagsboken (Domesday Book) år 1086, och kallades då Brantestone.